# یان استوارت (ریاضیدان)
ایان (یان) نیکلاس استوارت  (به انگلیسی: Ian Nicholas Stewart)  ریاضیدان بریتانیایی و نویسنده کتابهای ریاضی و علمی تخیلی است. او استاد بازنشسته ریاضیات در دانشگاه واریک انگلستان میباشد.

## زندگی و تحصیلات
استوارت در سال 1945 در فوکستون انگلستان به دنیا آمد. او هنگامی که در کلاس ششم دبیرستان بود مورد توجه معلم ریاضی خودش قرار گرفت. معلم از استوارت خواست بدون هیچ گونه آمادگی به همراه شاگردان برتر کلاس ششم در امتحانات سطح A  شرکت کند. استوارت در آن آزمون اول شد. بعداً برای تحصیل در دانشگاه کمبریج به او بورسیه تحصیلی داده شد، و در همان‌جا بود که ریاضیات خواند و در سال 1966 مدرک کارشناسی خودش را گرفت. پس از آن استوارت به دانشگاه وارویک رفت، و در آنجا دکترای خودش را زیر نظر برایان هارتلی در زمینه جبرهای لی در سال 1969 تکمیل کرد.

## زندگی حرفه‌ای و تحقیقات
پس اینکه استوارت مدرک دکترایش را اخذ کرد، در دانشگاه واریک به او یک منصب دانشگاهی پیشنهاد شد. او  به دلیل ترویج ریاضیات برای عموم، و سهمی که در پیشبرد نظریه فاجعه دارد در جهان شناخته شده است.
زمانی که استوارت در دانشگاه واریک بود، ویرایستاری مجله ریاضی منیفولد (Manifold) را بر عهده داشت. او همچنین از سال 1991 تا 2001، برای مجله ساینتیفیک امریکن Scientific American ستونی به نام «تفریحات ریاضی» می‌نوشت. او در مجموع 96 مقاله برای ساینتیفیک امریکن نوشت که بعداً بعضی از آنها در کتاب‌های بعدی او، مانند «هیستری ریاضی»، «چگونه کیک را بببریم: و دیگر معماهای ریاضی» و «گاوهای سرگشته» چاپ شدند.
استوارت بعنوان استاد میهمان در آلمان (1974)، نیوزلند (1976)، و آمریکا (در دانشگاه کانکتیکات 1977-1978، در دانشگاه هیوستون 1983-1984) تدریس می‌کرد.
استوارت بیش از 140 مقاله علمی منتشر کرده است، از جمله مجموعه‌ای از مقالات تاثیرگذار که با همکاری جیم کالینز در مورد "نوسانگرهای جفت شده و تقارن راه رفتنِ حیوانات" نوشته است.
در سال 1999، در همان مراسمی که در دانشگاه وارویک به تری پراچت دکترای افتخاری اعطا کرد، خودِ تری پرچت جک کوهن، و پروفسور یان استوارت را ، «جادوگران افتخاری دانشگاهِ پنهان» نامید. استوارت با جک کوهن و تری پرچت در چهار کتاب علمی محبوب که بر اساس Discworld نوشته شده بود همکاری کرده است.
در مارس 2014، ایان استوارت یک برنامه برای iPad به نام ” Incredible Numbers by Professor Ian Stewart“ در اپ‌استور منتشر کرد.

## جوایز و افتخارات
استوارت در سال 1995 مدال مایکل فارادی را دریافت کرد و در سال 1997 در مؤسسه سلطنتی سخنرانی کرد. او در سال 2001 به عنوان عضو انجمن سلطنتی انتخاب شد. استوارت اولین دریافت کننده مدال کریستوفر زیمن در سال 2008 بود که به‌طور مشترک توسط انجمن ریاضی لندن (LMS) و مؤسسه ریاضیات و کاربردهای آن (IMA) برای کارهایش در جهت ترویج ریاضیات به او اعطا شد.

## زندگی شخصی
استوارت در یک مهمانی با دختری بنام آوریل که دانشجوی پرستاری بود آشنا شد، و در سال 1970 با هم ازدواج کردند. آنها  دو پسر دارند. او از خواندن داستان های علمی تخیلی، نقاشی، نواختن گیتار، نگهداری ماهی، زمین شناسی، مصر شناسی، و غواصی بعنوان سرگرمی‌های خودش یادمی‌کند.

## آثار

### آثار منتشر شده استوارت به زبان فارسی
- ریاضیات چیست؟ چاپ دوم، 1379،  ترجمه سیامک کاظمی، نشر نی.
- چرا زیبایی واقعیت است؟ چاپ چهارم 1390، ترجمه کامران بزرگزاد ایمانی، واژه[۱].
- جهان شگفت انگیز اعداد، 1395، ترجمه کامران بزرگزاد ایمانی، نشر واژه[۲].
- مقدمه‌ای بسیار کوتاه درباره بی‌نهایت، 1398، ترجمه کامران بزرگزاد ایمانی، نشر واژه [۳].
- شخصیت‌های برجسته جهان ریاضیات،  1400، ترجمه کامران بزرگزاد ایمانی، نشر واژه[۴].

### کتاب‌ها و آثار عمومی به زبان اصلی
- Manifold, mathematical magazine published at the University of Warwick (1960s)
- Nut-crackers: Puzzles and Games to Boggle the Mind (Piccolo Books) with John Jaworski, 1971. ISBN 978-0-330-02795-3
- Concepts of Modern Mathematics (1975)
- Oh! Catastrophe (1982, in French)
- Does God Play Dice? The New Mathematics of Chaos (1989)
- Game, Set and Math (1991)
- Fearful Symmetry (1992)
- Another Fine Math You've Got Me Into (1992)
- The Collapse of Chaos: Discovering Simplicity in a Complex World, with Jack Cohen (1995)
- Nature's Numbers: The Unreal Reality of Mathematics (1995)
- What is Mathematics? – originally by Richard Courant and Herbert Robbins, second edition revised by Ian Stewart (1996)
- From Here to Infinity (1996), originally published as The Problems of Mathematics (1987)
- Figments of Reality, with Jack Cohen (1997)
- The Magical Maze: Seeing the World Through Mathematical Eyes (1998) ISBN 0-471-35065-6
- Life's Other Secret (1998)
- What Shape is a Snowflake? (2001)
- Flatterland (2001) ISBN 0-7382-0442-0 (See Flatland)
- The Annotated Flatland (2002)
- Evolving the Alien: The Science of Extraterrestrial Life, with Jack Cohen (2002). Second edition published as What Does a Martian Look Like? The Science of Extraterrestrial Life.
- Math Hysteria (2004) ISBN 0-19-861336-9
- The Mayor of Uglyville's Dilemma (2005)
- Letters to a Young Mathematician (2006) ISBN 0-465-08231-9
- How to Cut a Cake: And Other Mathematical Conundrums (2006) ISBN 978-0-19-920590-5
- Why Beauty Is Truth: A History of Symmetry (2007) ISBN 0-465-08236-X
- Taming the infinite: The story of Mathematics from the first numbers to chaos theory (2008) ISBN 978-1-84724-181-8
- Professor Stewart's Cabinet of Mathematical Curiosities (2008) ISBN 1-84668-064-6
- Professor Stewart's Hoard of Mathematical Treasures: Another Drawer from the Cabinet of Curiosities (2009) ISBN 978-1-84668-292-6
- Cows in the Maze: And Other Mathematical Explorations (2010) ISBN 978-0-19-956207-7
- The Mathematics of Life (2011) ISBN 978-0-465-02238-0
- In Pursuit of the Unknown: 17 Equations That Changed the World (2012) ISBN 978-1-84668-531-6
- Symmetry: A Very Short Introduction (2013) ISBN 978-0-19965-198-6
- Visions of Infinity: The Great Mathematical Problems (2013) ISBN 978-0-46502-240-3
- Professor Stewart's Casebook of Mathematical Mysteries (2014) ISBN 978-1-84668-348-0
- Incredible Numbers by Professor Ian Stewart (iPad app) (2014)
- Calculating the Cosmos: How Mathematics Unveils the Universe (2016) ISBN 978-1-78125-718-0
- Infinity: A Very Short Introduction (2017), Oxford University Press.
- Significant Figures: The Lives and Work of Great Mathematicians (2017) ISBN 978-0-465-09612-1
- Do Dice Play God? The Mathematics of Uncertainty (2019), Profile Books.
- What's the use ?: How mathematics shapes everyday life? (2021), Basic Books.

### برنامه‌نویسی کامپیوتر
- Easy Programming for the ZX Spectrum (1982), with Robin Jones, Shiva Publishing Ltd., ISBN 978-0-906812-23-5
- Computer Puzzles For Spectrum & ZX81 (1982), with Robin Jones, Shiva Publishing Ltd., ISBN 978-0-906812-27-3
- Timex Sinclair 1000: Programs, Games, and Graphics, with Robin Jones, Birkhäuser, ISBN 978-3-7643-3080-4
- Spectrum Machine Code (1983), with Robin Jones, Shiva Publishing Ltd., ISBN 978-0-906812-35-8
- Further Programming for the ZX Spectrum (1983), with Robin Jones, Shiva Publishing Ltd., ISBN 978-0-906812-24-2
- Gateway to Computing with the ZX Spectrum (1984), Shiva Publishing Ltd., ISBN 978-1-85014-053-5

### کتاب‌های درسی تخصصی
- Catastrophe Theory and its Applications, with Tim Poston, Pitman, 1978. ISBN 0-273-01029-8.
- Complex Analysis: The Hitchhiker's Guide to the Plane, I. Stewart, D Tall. 1983 ISBN 0-521-24513-3
- Algebraic number theory and Fermat's last theorem, 3rd Edition, I. Stewart, D Tall. A. K. Peters (2002) ISBN 1-56881-119-5
- Galois Theory, 3rd Edition, Chapman and Hall (2000) ISBN 1-58488-393-6 Galois Theory Errata
- The Foundations of Mathematics, 2nd Edition, I. Stewart, D Tall. (2015) ISBN 978-0-19-870643-4

### علم و ریاضیات
- Stewart, I. (2007). "Mathematics: Some assembly needed". Nature. 448 (7152): 419. Bibcode:2007Natur.448..419S. doi:10.1038/448419a. PMID 17653179.
- Stewart, I. (2006). "Still light-years away from articulating the infinite". Nature. 441 (7095): 812. Bibcode:2006Natur.441..812S. doi:10.1038/441812e. PMID 16778864.
- Stewart, I. (2005). "Schrödinger's mousetrap". Nature. 433 (7023): 200–201. Bibcode:2005Natur.433..200S. doi:10.1038/433200a. PMID 15662394. S2CID 11917270.
- Stewart, I. (2004). "Nonlinear dynamics: Quantizing the classical cat". Nature. 430 (7001): 731–732. Bibcode:2004Natur.430..731S. doi:10.1038/430731a. PMID 15306790. S2CID 4428580.
- Stewart, I. (2004). "Networking opportunity". Nature. 427 (6975): 601–604. Bibcode:2004Natur.427..601S. doi:10.1038/427601a. PMID 14961110.
- Stewart, I. (2003). "Mathematics: The 24-dimensional greengrocer". Nature. 424 (6951): 895–896. Bibcode:2003Natur.424..895S. doi:10.1038/424895a. PMID 12931173.
- Stewart, I. (2003). "Mathematics: Conjuring with conjectures". Nature. 423 (6936): 124–127. Bibcode:2003Natur.423..124S. doi:10.1038/423124a. PMID 12736663.
- Stewart, I. (2003). "Mathematics: Regime change in meteorology". Nature. 422 (6932): 571–573. Bibcode:2003Natur.422..571S. doi:10.1038/422571a. PMID 12686981.

### داستان‌های علمی تخیلی
- Wheelers, with Jack Cohen (fiction)
- Heaven, with Jack Cohen, ISBN 0-446-52983-4, Aspect, May 2004 (fiction)